# Commelineae
Commelineae, biljni tribus u potporodici Commelinoideae, dio porodice komelinovki.
Sastoji se od 13 rodova, tipični je Commelina, hrvatski nazivan komelina ili puzavac.

## Popis rodova
Tribus Commelineae Dumort.
1. Tricarpelema J. K. Morton (8 spp.)
2. Stanfieldiella Brenan (4 spp.)
3. Buforrestia C. B. Clarke (3 spp.)
4. Floscopa Lour. (22 spp.)
5. Pseudoparis H. Perrier (3 spp.)
6. Anthericopsis Engl. (1 sp.)
7. Murdannia Royle (57 spp.)
8. Polyspatha Benth. (3 spp.)
9. Pollia Thunb. (21 spp.)
10. Aneilema R. Br. (66 spp.)
11. Dictyospermum Wight (5 spp.)
12. Rhopalephora Hassk. (4 spp.)
13. Commelina L. (194 spp.)